# ماتيو راسبا
ماتيو راسبا (بالإيطالية: Matteo Raspa)‏ (مواليد 21 أغسطس 2001) هو لاعب كرة قدم إيطالي، يلعب كحارس مرمى.